# Kathy Arendsen
Kathy Arendsen (Zeeland, Michigan, 1958. október 10. –) amerikai softballjátékos és -edző. A Holland Christian High School pitchereként megnyerte az állami bajnokságot, majd a Texas Women’s Pioneersben és a Chico State Wildcatsben játszott. 1978-ban, 1979-ben és 1980-ban elnyerte az ország legjobb női softballjátékosának odaítélt Broderick-díjat. Részt vett az 1979-es és 1983-as pánamerikai játékokon.
A Raybestos Brakettesnél töltött tizenöt éve alatt tizenháromszor nyerte el az All-America elismerést, valamint kilencszer lett országos és háromszor világbajnok. 1999-ben szerepelt a Sports Illustrated Michigan ötven legjobb sportolóját felsoroló listáján.
1997 és 2002 között a Mississippi State Bulldogs, 2003 és 2009 között pedig az Oregon Ducks vezeteődzője volt.

## Fiatalkora
Gyerekként példaképe Joan Joyce softballozó volt. Középiskolai edzője javaslatára pitcher lett. Egykor egy felnőtt ligában kényszerből első bázis és outfield pozíciókban játszott.
Hetedik osztályos korában 180 centiméter magas volt, így iskolai edzői a kosárlabdát javasolták, azonban ő a softball mellett döntött. Középiskolai csapatai állami bajnokok lettek. A nők szűk lehetőségei miatt a játékosok régi kosárlabdamezt és farmernadrágot viseltek.

## Játékosként

### Egyetemi csapatokban
Középiskolai játékosként állami elismeréseket nyert, majd egy évig járt a Grand Valley State Universityre. A Michigani Állami Egyetemre akart beiratkozni, de nem vették fel, ezért a Texasi Női Egyetemet választotta. Két évvel korábban találkozott Donna Terry edzővel, aki leigazolta a softballcsapatba. Első évében 55 győzelme és 15 veresége volt. 1979-ben a nemzeti válogatottban a pánamerikai játékokon aranyérmet nyert. Később átiratkozott a Chico State-re.

### Profi csapatokban
1980-as diplomaszerzését követően találkozott Joan Joyce-szal, aki javasolta neki, hogy legyen a legjobb amatőr csapat, a Raybestos Brakettes játékosa. Az 1981-es Világjátékok során az első helyezett nemzeti válogatott tagja volt, valamint részt vett az 1983-as pánamerikai játékokon is. Amatőr játékosi karrierje mellett a Temple University, a Connecticuti Egyetem, a Northwestern Egyetem és a Yale Egyetem edzője volt.
1981-ben felkeltette Reggie Jackson MLB-játékos figyelmét. Az Arendsen által használt ütőtechnikával a labdát akár 154 kilométer per órás sebességgel üti el, de ő és edzője nem voltak biztosak a mérés pontosságában. Arendsen szerint a technikát a végtelenségig tudná alkalmazni.
Arendsen az első softballjátékos, akit jelöltek a James E. Sullivan-díjra. Joan Moser, az Allentown Patriots vezérigazgatója minden idők legjobb női pitcherének nevezte. Egy időben festőként és tájépítészként dolgozott.

## Edzőként
1992-ben 388–26-os eredménnyel és 42 tökéletes játékkal vonult vissza. 1997 és 2002 között a Mississippi Állami Egyetem baseballcsapatának újjáépítésében segített.
2003 és 2009 között az Oregon Ducks edzője volt. A történetük legrosszabb, 2–21 eredményű szezonját követően a csapat legjobb eredményét érte el, és kijutott az NCAA bajnokságára. Arendsen bekerül az egyetemi dicsőségcsarnokba és a Nemzetközi Softballszövetség dicsőségcsarnokába is. 193–120-as eredményével a csapat legtöbb győzelmét elérő edzője. 2009-ben a 2003 óta legrosszabb eredmény miatt távozott.

## Fordítás
- Ez a szócikk részben vagy egészben  a   Kathy Arendsen című angol Wikipédia-szócikk ezen változatának fordításán alapul.  Az eredeti cikk szerkesztőit annak laptörténete sorolja fel. Ez a jelzés csupán a megfogalmazás eredetét és a szerzői jogokat jelzi, nem szolgál a cikkben szereplő információk forrásmegjelöléseként.